# Buschtunnel
De Buschtunnel is de naam voor twee parallelle spoortunnels onder het Aachener Wald op de spoorlijn tussen Aken en Luik. De tunnels bevinden zich net tussen de stad Aken en de Duits-Belgische grens, tussen de stations Hergenrath in België en Aachen-Hbf in Duitsland. De Buschtunnels worden gebruikt door de hogesnelheidstreinen van Duitsland naar België. De tunnels dienen normaal enkel voor personenvervoer. Het goederenverkeer gebruikt de Gemmenichertunnel ten oosten van Montzen.

## Ligging
De Buschtunnel ligt op een hoogte van bijna 250 meter en voert door een zandige bodem. Het westelijke portaal van de tunnel ligt op anderhalve kilometer van de Belgische grens. De tunnel ligt op de waterscheiding tussen Geul (westen) en Worm (oosten) en vormt na de passage van Welkenraedt het hoogste punt op de spoorlijn tussen Luik en Aken (Belgische spoorlijn 37).

De spoortunnels in het Belgisch-Duitse grensgebied bij Aken

## Tweede tunnel en renovatie

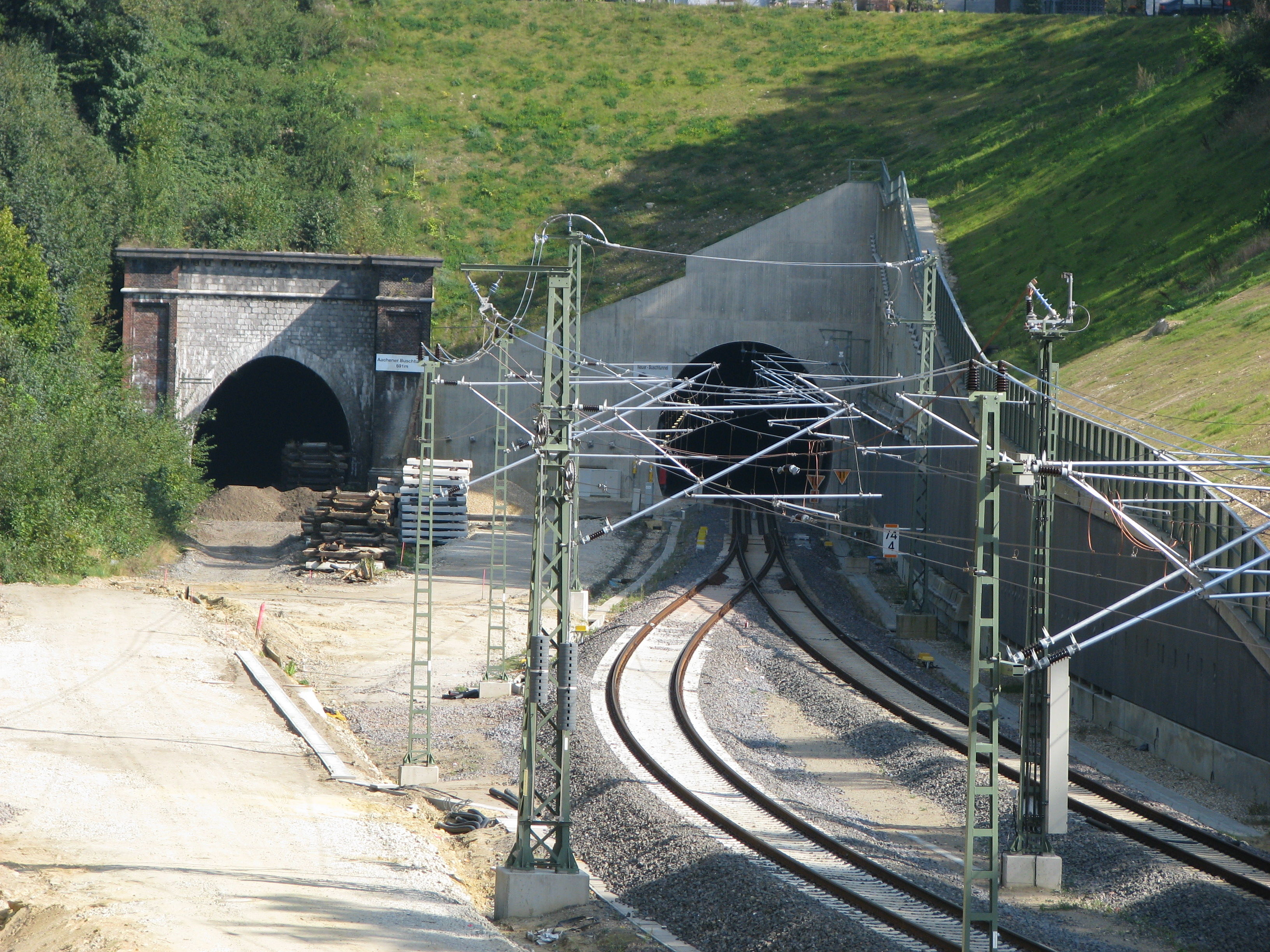
Westportaal van de Bushtunnel tijdens de renovatie van de oude tunnel

De Buschtunnel bestaat uit een zogeheten "oude" en "nieuwe" tunnel, beide enkelsporig. De oude tunnel werd gebouwd tussen 1838 en 1843. Naar aanleiding van het toegenomen verkeer en voornamelijk omwille van de bouw van de HSL 3 werd tussen 2004 en 2007 een tweede tunnel gebouwd. Van 2009 tot 2011 werd de oude tunnel grondig gerenoveerd.